# جون موريس (لاعب هوكي الجليد)
جون موريس (بالإنجليزية: Jon Morris)‏ هو لاعب هوكي الجليد أمريكي، ولد في 6 مايو 1966 في لوويل في الولايات المتحدة.

## وصلات خارجية
- جون موريس على موقع دوري الهوكي الوطني (الإنجليزية)
- جون موريس على موقع EliteProspects.com (الإنجليزية)
- جون موريس على موقع HockeyDB.com (الإنجليزية)
- جون موريس على موقع Hockey-Reference.com (الإنجليزية)